# توني كالدويل
توني كالدويل (بالإنجليزية: Tony Caldwell)‏ (21 مارس 1958 في المملكة المتحدة - ) هو لاعب كرة قدم بريطاني في مركز الهجوم. لعب مع بولتون واندررز وستوكبورت كونتي وغريمسبي تاون ونادي بريستول سيتي ونادي تشستر سيتي ونادي تشورلي وليه جنيسيس ‏ وIrlam Town F.C. ‏.